# تکییا (کلادووو)
تکییا (به صربی: Tekija) یک منطقهٔ مسکونی در صربستان است که در کلادووا واقع شده‌است. تکییا ۹۶۷ نفر جمعیت دارد.